# Onthophagus refulgens
Onthophagus refulgens là một loài bọ cánh cứng trong họ Bọ hung (Scarabaeidae).